# Comuna Vetovo, Ruse
Obștina Vetovo (comuna Vetovo) este o unitate administrativă în regiunea Ruse din Bulgaria. Cuprinde un număr de 6 localități.  Reședința sa este orașul Vetovo.

## Demografie
Componența etnică a comunei Vetovo
     Turci (48,54%)
     Romi (14%)
     Bulgari (25,26%)
     Nicio identificare (9,46%)
     Altele (2,71%)
La recensământul din 2011, populația comunei Vetovo era de 12.450 locuitori. Nu există o etnie majoritară, locuitorii fiind turci (48,54%), bulgari (25,26%) și romi (14,0%). Pentru 9,46% din locuitori nu este cunoscută apartenența etnică.